# Makary (Bułgakow)
Makary, imię świeckie Michaił Pietrowicz Bułgakow (ur. 19 września?/1 października 1816 w Surkowie, zm. 9 czerwca?/21 czerwca 1882 w Moskwie) – rosyjski biskup prawosławny, w latach 1879–1882 metropolita moskiewski, historyk Rosyjskiego Kościoła Prawosławnego.

## Młodość
Był synem kapłana prawosławnego z guberni kurskiej, jako siedmiolatek stracił ojca. W latach 1825–1827 uczył się w niższej szkole duchownej w Koroczańsku, następnie przeniósł się do analogicznej placówki w Biełgorodzie i ukończył ją w 1831 z wyróżniającymi wynikami. W tym samym roku podjął naukę w seminarium duchownym w Kursku, które ukończył w 1837. W ostatnich dwóch latach nauki prowadził zajęcia dydaktyczne dla młodszych klas seminarium. W roku ukończenia nauki w seminarium rozpoczął studia w Kijowskiej Akademii Duchownej. Będąc studentem, 15 lutego 1841 został postrzyżony na mnicha, 25 marca tego samego roku został hierodiakonem, zaś 29 czerwca – hieromnichem. W czerwcu tego samego roku ukończył Akademię z tytułem magistra nauk teologicznych. W tym samym roku podjął pracę na uczelni, wykładając historię Cerkwi oraz historię powszechną. 

## Wykładowca teologii
W 1842 powierzono mu również stanowisko rektora szkół duchownych przy monasterze Objawienia Pańskiego w Kijowie.
W sierpniu 1842 został wykładowcą teologii dogmatycznej w Petersburskiej Akademii Duchownej. Dwa lata później mianowano go jej inspektorem i profesorem zwyczajnym Akademii, otrzymał również godność archimandryty. W 1847 obronił doktorat w dziedzinie teologii. Jako dysertację doktorską potraktowano wydany drukiem zbiór tego wykładów z teologii dogmatycznej. W latach 1847–1849 był równocześnie wykładowcą historii Rosyjskiego Kościoła Prawosławnego. Rok później został rektorem Petersburskiej Akademii Duchownej, odpowiadał również za naukę religii prawosławnej w szkołach petersburskich. W latach 1853–1857 prowadził na Akademii wykłady z zakresu dziejów rozłamu w Cerkwi rosyjskiej i staroobrzędowców. Od 1850 do 1857 był redaktorem naczelnym pisma „Christianskoje Cztienije”. 

## Biskup
28 stycznia 1851 Makary (Bułgakow) został wyświęcony na biskupa winnickiego, wikariusza eparchii podolskiej, zachowując stanowisko rektora Petersburskiej Akademii Duchownej. Trzy lata później został członkiem Rosyjskiej Akademii Nauk. Od 1856 do 1857 zasiadał w Głównym Zarządzie Szkół Duchownych.
W 1857 objął katedrę tambowską i szacką; był jej ordynariuszem przez dwa lata. Od 1859 do 1868 kierował eparchią charkowską i achtyrską, od 1862 jako arcybiskup. Był zaangażowany w opracowywanie projektu reformy rosyjskich szkół teologicznych; uważał, że powinny mieć one możliwość w pełni swobodnego rozwoju. W 1869 opracował nowy regulamin wewnętrzny Akademii Duchownych. W 1868 został przeniesiony na katedrę wileńską i litewską, a równocześnie włączony do składu Świątobliwego Synodu Rządzącego. Jedenaście lat później objął katedrę moskiewską, na której pozostał do śmierci w 1882. Pochowany został w soborze Zaśnięcia Matki Bożej w kompleksie Ławry Troicko-Siergijewskiej.

## Dorobek naukowy
Makary (Bułgakow) zajmował się naukowo teologią dogmatyczną, homiletyką oraz historią Rosyjskiego Kościoła Prawosławnego. W 1849 opublikował pięciotomową syntezę z zakresu teologii dogmatycznej („Bogosłowije dogmaticzeskoje”), która nadal (na pocz. XXI w.) w wersji pełnej i skróconej służy jako podręcznik teologii prawosławnej.
Drugim fundamentalnym dziełem Makarego jest dwunastotomowa „Istorija russkoj cerkwi”, którą publikował od 1846 i której nie ukończył – zmarł podczas prac nad XIII tomem. Oprócz wielotomowej syntezy dziejów Cerkwi Makary opublikował również dodatek do niej, poświęcony staroobrzędowcom („Istorija russkogo raskoła, izwiestnogo pod imieniem staroobriadczestwa”). Prace Makarego, oparte na szerokiej bazie źródłowej, były przełomem w badaniach nad dziejami prawosławia w Rosji.
Imię Makarego nosiło pięć nagród przyznawanych w carskiej Rosji – dwie fundowała Rosyjska Akademia Nauk (mogły być przyznane w dowolnej dziedzinie wiedzy), dwie Świątobliwy Synod Rządzący (za podręczniki i pomoce naukowe dla studentów teologii), jedną zaś Kijowska Akademia Duchowna (za prace teologiczne). Od 1997 nagrody imienia Makarego przyznaje Rosyjski Kościół Prawosławny za publikacje naukowe dotyczące dziejów prawosławia, historii Rosji, historii Moskwy, dziejów państw i narodów prawosławnych oraz podręczników dotyczących tych dziedzin wiedzy.      